# Panoplax depressa
Panoplax depressa är en kräftdjursart som beskrevs av William Stimpson 1871. Panoplax depressa ingår i släktet Panoplax och familjen Panopeidae. Inga underarter finns listade i Catalogue of Life.